# Johann Simon Hermstedt
Johann Simon Hermstedt (* 29. Dezember 1778 in Langensalza; † 10. August 1846 in Sondershausen) war ein bedeutender Klarinettenvirtuose in der 1. Hälfte des 19. Jahrhunderts in Deutschland und hatte als Hofkapellmeister entscheidenden Einfluss auf die Entwicklung des heutigen Loh-Orchesters Sondershausen.

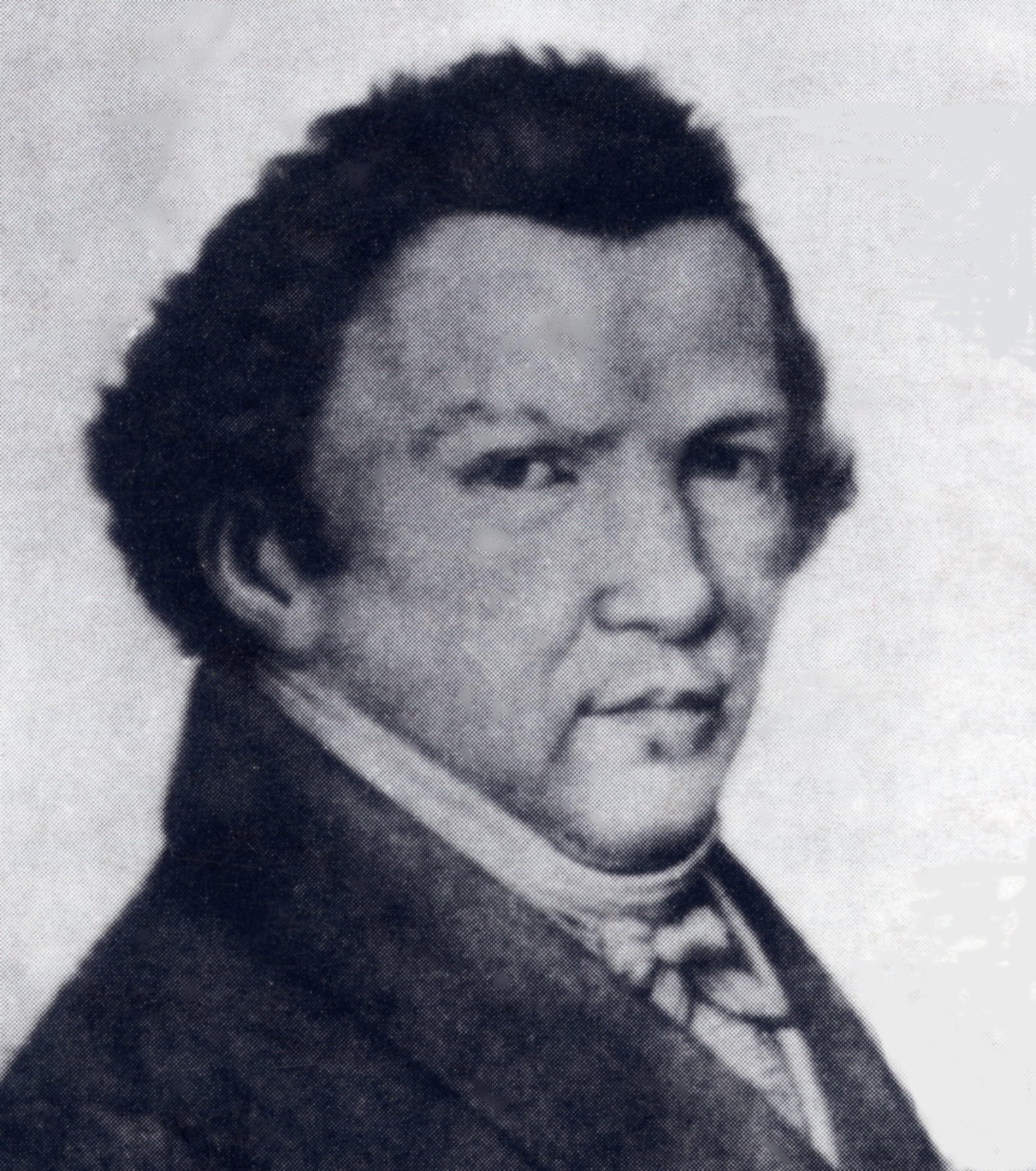
Johann Simon Hermstedt

## Leben
Am 29. Dezember 1778 wurde Johann Simon Hermstedt als Sohn des Johann Heinrich Ludwig Hermenstedt, Musikdirektor in einem chursächsischen Regiment, der aus dem schwarzburgischen Bellstedt kam, in Langensalza geboren. Ab Februar 1788 besuchte Johann Simon das Soldatenknaben-Institut zu Annaburg. Dort erhielt er Unterricht an allen damals gebräuchlichen Instrumenten. Seine Ausbildung setzte er 1794 bei den Stadtmusikanten Knoblauch in Waldheim und Bär in Colditz fort. 1799 fand er Aufnahme im chursächsischen Regiment „Prinz Clemens“, in dem auch sein Vater diente. Schon dort traten seine besonderen Fähigkeiten als Klarinettist hervor. Im Rahmen des Regiments hatte er Gelegenheit, für seine musikalische Fortbildung die kulturellen Möglichkeiten Dresdens zu nutzen.
1801 folgte er dem Ruf nach Sondershausen, um dort auf Anordnung des Fürsten Günther Friedrich Carl I. das Garde-Hautboistencorps zu gründen. Es war ein Harmoniecorps mit zweifacher Besetzung der Oboen, Klarinetten, Fagotte, Hörner und Trompeten sowie mit einfacher Besetzung durch Baßhorn und Posaune. Es diente auch zur Verstärkung der Fürstlichen Kapelle, dem Vorläufer des späteren Loh-Orchesters. Als Premier-Hautboist leitete Hermstedt das Hautboistencorps ab 1802. Daneben war er noch verantwortlich für die Programmgestaltung der Konzerte in Zusammenarbeit mit dem Hoforganisten Ernst Ludwig Gerber. 1803 heiratete Hermstedt die Tochter des Sondershäuser Hofapothekers Gerlach. Der einzige Sohn wurde später Regierungsrat.

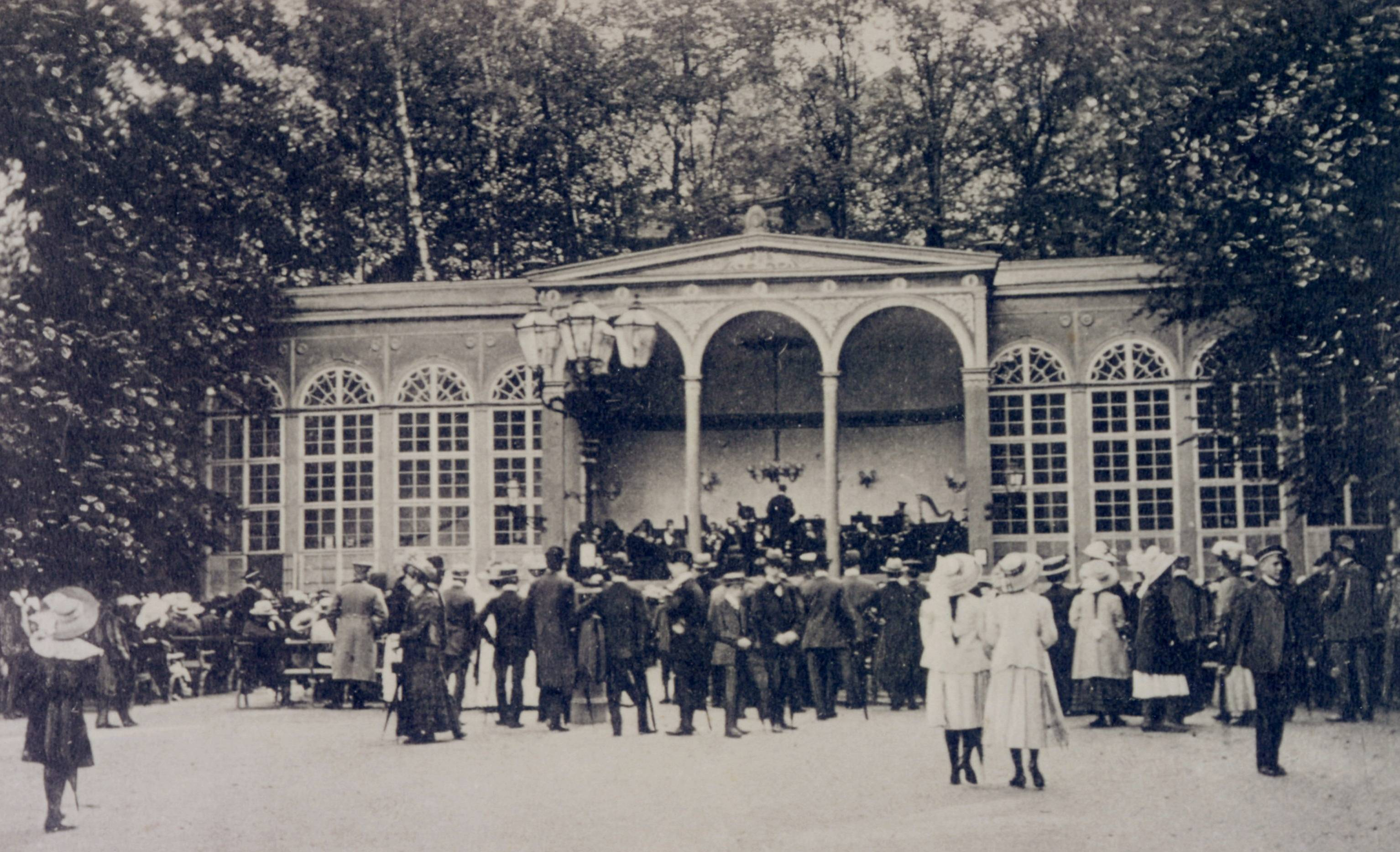
Die Lohhalle am Lohplatz

Seit 1806 fanden im Lohpark regelmäßig Freiluftkonzerte statt, die wegen des freien Eintritts bei der Bevölkerung reichlich Zuspruch fanden. Zunächst spielte das Orchester an der Südseite des Platzes in einer Konzertmuschel, auch Halber Mond genannt. 1837 entstand an der Westseite des Lohparks die von Carl Scheppig (1803–1885) konzipierte als Lohhalle bezeichnete Konzerthalle. Auf einem Fries wurden die bedeutenden Kapellmeister genannt, wobei der Name Hermstedt an erster Stelle stand. Da im Winterhalbjahr der Konzertbetrieb fast eingestellt wurde, hatte Hermstedt die Möglichkeit als Klarinettist in den Jahren von 1808 bis 1841, ganz Deutschland zu bereisen. Er galt damals als der Erfolgreichste seines Faches. Hermstedts Freundschaft mit Louis Spohr (1784–1859) aus Gotha veranlasste diesen, für ihn Klarinetten-Konzerte zu komponieren. Auch auf die technische Entwicklung des Instruments hatte Hermstedt Einfluss. So kam als Neuerung der Klarinette das Metallmundstück in Gebrauch.
In Sondershausen wurde Hermstedt 1824 Kapellmeister und im Januar 1839 Hofkapellmeister, da 1835 das Garde-Hautboistencorps aufgelöst worden war. Aber bereits im gleichen Jahr seiner Ernennung ging er am 9. November 1839 aus eigenem Entschluss wegen Unstimmigkeiten mit dem Hofkonzertmeister in den Ruhestand. Am 10. August 1846 starb er an einem Halsleiden in Sondershausen. 

Seine Grabstelle auf dem Alten Gottesacker in Sondershausen wurde 1987 neu angelegt.

## Bedeutung
Hermstedt hatte den Ruf des größten Klarinettenvirtuosen seiner Zeit. Als Kapellmeister wirkte er entscheidend auf die Entwicklung der Hofkapelle zum späteren Loh-Orchester.
Zeitgenössische Urteile:
Leipzig, 1809: 

Nicht oft hat ein Virtuos das zahlreiche Auditorium so entzückt, und vielleicht niemals ein Virtuos auf dem Blasinstrumente. Herr Hermstedt ist aber auch höchstwahrscheinlich der vorzüglichste unter allen jetzt lebenden Clarinettisten. Nicht nur, daß er Schwierigkeiten auf seinem Instrumente, und mit größter Leichtigkeit, Sicherheit und Anmut besiegt…auch sein herrlicher und aller Modificationen fähiger Ton, die Nettigkeiten und Vollendung, was er macht, und der Charakter und Ausdruck, mit welchem er die Compositionen großer Meister vorträgt…..
Dresden, 1810: 

Auszeichnung verdient Herrn Hermstedts aus Sondershausen Klarinettenkonzert. In solcher Vollkommenheit hörten wir dieses Instrument noch nicht. 
Johann Wolfgang von Goethe, Bad Tennstedt, 1816: 

Ferner hab ich zu rühmen, welchen vorzüglichen Genuß mir ein Hermstädtisches Konzert und Privat Exhibition gegeben, da von musikalischen Freunden lange Zeit entfernt, ich diesem herrlichen Kunst- und Naturelement beinahe entfremdet worden. 
Johann Wolfgang von Goethe, Bad Tennstedt, 1816: 

Der Musikdirektor Hermstedt von Sondershausen bläst die Klarinette sehr vorzüglich. Er hatte sämtliche Harmonie; das heißt: über ein Dutzend blasende Künstler mitgebracht, auf die der Fürst viel verwendet, sie machen ihre Sache sehr gut. 